# Yahoo!モバゲー
Yahoo!モバゲー（ヤフーモバゲー, Yahoo! Mobage）は、LINEヤフー（Yahoo! JAPAN）とディー・エヌ・エー（DeNA）が運営するパソコン（PC）向けのポータルサイト兼ソーシャル・ネットワーキング・サービス。

## 概要
DeNAは、携帯電話専用のサイトモバゲータウン（現在のMobage）をPC上で扱えるサービス「PC版モバゲータウン」として運営していたが、Yahoo! JAPANとの提携を機会に2010年9月21日に閉鎖し、同日Yahoo! JAPANのサイト内（Yahoo!ゲーム）に「Yahoo!モバゲー」と題して、β版のサービスが開始され、2010年10月7日に正式オープンとなった。
両社は提携の理由について、海外のソーシャルゲーム市場はPCユーザーが牽引しており、モバイルユーザー中心の日本でも今後はPC向けのソーシャルゲームが成長すると見込んだためだという。
2011年3月28日、モバゲータウンのサービス名称が「Mobage」に変更されたのに伴い、当サービスの正式名称も「Yahoo! Mobage」に変更された。

## 歴史
- 2010年

10月7日 - 「Yahoo!モバゲー正式版」グランドオープン
11月11日 - 利用者数100万人突破
- 2011年

1月3日 - 利用者数200万人突破
3月4日 - 利用者数300万人突破
3月28日 - Yahoo!モバゲーのタイトルロゴと名称表記を「Yahoo!Mobage」へ変更
8月25日 - 大規模障害が発生

## サービス

### サービス開始時
新規ユーザー
サービスを始める場合には、Yahoo! JAPANの利用者IDの取得が必要。ID取得後、利用者ID・パスワードを入力する。
その後、携帯電話のメールアドレス登録（ドコモ、au、ソフトバンク(iPhoneは例外)に対応）を行うと認証が完了し、コンテンツにアクセス可能になる。
該当キャリアのメールアドレスを持たないユーザーはクレジットカード番号を入力することで認証を行える。
携帯版ユーザー
同じくYahoo! JAPANの利用者IDの取得が必要。ID取得後、Mobageに登録してある認証アドレス・パスワードを入力後、自由にアクセスが可能である。

## コンテンツ
Mobageの様々な機能が扱える（一部不対応）。携帯版ゲームは基本的に不対応であり、PC版専用のゲームが提供され、携帯版のコンテンツを利用しようとするとQRコードと共に携帯電話で閲覧するよう促される。ただし、一部対応のゲームがあり、その場合データの共有が可能である。

### Mobageの機能
使用不可
- マイルーム・黒猫ミニメ・妄想俳句・セトルリン・タイムラインなど

使用可能
- 日記・伝言板・サークル・あいさつ・紹介文・一問一答・仮想通貨（モバG・モバコイン）・アバター・モーションアバター・あしあとなど

### ゲームコンテンツ
これまでの携帯電話版専用ゲームが一新され、PC版専用ゲームとして配信された。また、一部のゲームでは、携帯版のデータの引き継ぎ（同時進行）が可能である。
DeNA（Mobage）の看板ゲームである「怪盗ロワイヤル」のPC版「怪盗ロワイヤル-zero-」のサービスが2010年9月21日より同時配信にて提供された（なお、携帯版のデータの引き継ぎはできない）。

#### ソーシャルゲーム
（※サービス配信中のゲームは2017年7月時点のものです。）
アクションゲーム
- ガンダムトライヴ

RPG
- ラグナブレイク・サーガ
- バハムートクライシス ゼロ
- ドラゴンタクティクスf(ﾌｫﾙﾃ)
- 剣と魔法のログレス
- ドラグーン・ナイツ
- World End Fantasy
- 究極進化！戦国ブレイク
- 信長の野望 201X
- 戦国武将姫MURAMASA乱
- モンスター★モンスター
- 少女とドラゴン
- ドラゴニックエイジ
- 三極姫大戦
- アルフヘイムの魔物使い
- 陰陽の道
- リグレティア
- ソラ・ノヴァ
- フリゲート・ドラード
- 月華美人
- ぽにょにょん☆妖怪姫
- バディモンスター
- 龍神戦記
- 超神星☆オリオンゲート
- ぽっぷん☆アリス
- トキノ特異点
- 英雄になりたい！
- きせかえRPG☆MIDLAND
- エンディングロード

～すでにサービス提供を終了した作品～
- ガンダムブラウザウォーズ
- 怪盗ロワイヤル -zero-
- 海賊トレジャー ANOTHER WORLD
- 三国RPG
- 喧嘩番長 全国制覇
- ラカトニア
- 集まれ!ラスボスハンター
- ドタバタ☆ちび三国志
- ブレイドラッシュ
- スカイロック
- ダンジョン＆ヴァルキリー
- ニーベルンゲン戦記
- メタルサーガ ニューフロンティア
- 魔法少女まどか☆マギカ オンライン
- スクエニ・レジェンドワールド
- ブラウザクエスト
- アルカナクエスト！
- DRAGON CRUSADE II

シミュレーションゲーム
- ブラウザ三国志
- ブラウザプロ野球
- 100万人の信長の野望
- 100万人の三國志 Special
- リング☆ドリーム
- 楽園生活 ひつじ村
- スター・トレック
- のぶニャがの野望
- ゲゲゲの鬼太郎 妖怪横丁
- ラーメン魂
- テルマエ・ロマエガチャガチャ
- もやしもんガチャガチャ
- ヘクサウォーズ

～すでにサービス提供を終了した作品～
- サンシャイン牧場（携帯版とデータが共有）
- しろつく for Yahoo!モバゲー
- ペルソナ3ソーシャル
- ミリ姫大戦
- 風雲海戦
- 風雲戦車
- 聖闘士星矢 ビッグバンコスモ　
- 僕らのプレイス
- わグルま!
- 式姫草紙
- 大航海ものがたり
- 這いよれ!ニャル子さんW(ry
- ブラウザードの錬金術士
- クイーンズブレイド -THE CONQUEST
- キャメロット騎士団 »
- Sacred Shebalien：セイクリッドシュヴァリエ
- ブラウザ銀河大戦
- 三国志PHX
- わくわく三国志
- 三国覇 -online-
- 蒼天三国
- 聖痕のエルドラド
- エインヘリアル -ヴァイキングの血族
- ブラウザ乱世 戦国コレクション
- 熱戦! 武将オールスターズ
- 大将軍
- 海賊魂
- 黄金航路
- 虹色どうぶつ園
- Mr.CEO：ミスター・シーイーオー
- これはゾンビですか？アプリ
- ハノイの塔
- ブラウザ戦国BASARA
- 極嬢ネイリアン
- ハッピーアクアリウム
- ハッピーアイランド
- webパワードール

恋愛シミュレーションゲーム
- らぶ彼女!!
- ピュア×コネクト
- キミが好きっ！
- カノジョで地球はまわってる！
- 100万人の金色のコルダ

～すでにサービス提供を終了した作品～
- いんぴゅり forPC
- らぶおぶ恋愛皇帝 forPC
- 恋する私の王子様
- アイコレ
- こいけん!（携帯版とデータが共有）

アドベンチャーゲーム
- 大航海時代V
- ワンダーウェイテイルズ
- モンキータワー
- チーズ争奪戦

～すでにサービス提供を終了した作品～
- 牡丹の庭
- がーるず★パラダイス
- イケメン★ホスト学園
- DessertLove ドラマみたいな恋
- ラブコレ!
- キャラフレ -翔愛第二学園-

スポーツゲーム
- Webサカ
- FOOTBALL DAY
- 大熱狂!!ﾌﾟﾛ野球ｶｰﾄﾞ
- ペーパーライダー
- モンスターウェールズ
- ビリヤードバトル
- One!Football(ワンフト)
- 釣りプロ

～すでにサービス提供を終了した作品～
- ブラウザプロ野球NEXT
- キャプテン翼つくろうドリームチ－ム

パズルゲーム
- 対戦☆ZOOKEEPER
- 宝石錬金アルケミー
- なめこ大繁殖２
- おさわり探偵 なめこ大繁殖
- なめこもりもり
- アトランティス　サガ
- パズル BATTLE KING
- タイル・トラベラーズ
- ミステリージャーナル
- ミステリーワールド
- ミステリーハウス
- ミステリーソサエティ
- ミステリーハート 琥珀の心臓
- パニックルーム
- シーサイドハイドァウェイ
- インディ・キャット
- Bon Voyage
- キャンディ・バレー
- パイレーツパズル
- ワンダージュエル
- パズル・スクエア
- Queen of Drama
- 育猫パズル にゃ・ら・ら
- ワンダーバブル
- フルーツ・フォレスト
- ソリティア・タイム
- トレジャーレジェンズ
- ダディバブル-パンダ救出の旅-
- カタツムリ探偵団
- メルヘンの魔法使い
- スターフォール
- 童話と魔法のビーズ
- フォクシーバブル
- ロリポップ
- Time Gap
- タイニープラネッツ
- 楽しい畑
- 魔女と神秘の薬
- ケーキタイム
- アトランティアンゲートの謎
- ポポダッシュ
- スポット7！
- ケーキピクニック
- デジット
- ワンダー・ワード～対義語編～
- マーマレードの島
- ダイヤモンドラッシュ
- ソフィーの洋服屋
- フレッシュスマッシュ
- ベジ魔女ハラハラ奮闘記
- 子猫マル
- 洋菓子職人物語
- スタースプラッシュ
- ヒドゥン・ナンバーズ
- ダイアモンド・ストーリー
- ジュエルスイーパー
- BIRDZZLE（バーズル）
- 秘宝の間違い探し
- ハニークエスト
- ベジ魔女ドキドキ冒険記
- ナイトピクセル物語
- ワンダーブーケ
- 串焼きパズル
- クレイジーバブル
- 三つ星暗算トレ
- カバーオレンジ
- ぐるぐるウィッグパーティー！
- アニマルマスター
- ねこ猫コレクション
- 帰宅パズル
- クレイジー生物管理員
- ぴよぴよストライク
- 星を取る旅
- 意地悪ララバイ
- フォーリング ダウン
- あにがめ
- はい～チーズ

～すでにサービス提供を終了した作品～
- モン・キー・ワード！
- どうぶつ☆アイランド

カード・ボードゲーム
- 憂国の大戦
- アンライト～Unlight～
- ディヴァイン・グリモワール
- 魔戦カルヴァ
- ソリティアGOLD
- ソリティア漫遊記
- フリーセル BATTLE KING
- 花札バトルロイヤル β版
- 三国ベースボール
- 僕と彼女の花物語
- のすたるじっくガールズ
- ルネッサンス・ドリーム

～すでにサービス提供を終了した作品～
- コンプリート三国志
- 麻雀ロワイヤル
- DIVINE～魔法カード対戦～
- 桃色大戦ぱいろん
- 戦国IXA 千万の覇者
- 競馬クロニクル
- 魔界のパズルカ
- ヴァルキリーアイゼン
- 幻想のミネルバナイツ
- 黄門さま伝説

クイズゲーム
- クイズRPG 魔法使いと黒猫のウィズ

ギャンブル
- パチ＆スロタウン

など

#### 定番・有名ゲーム
以下のゲームは、Yahoo!ゲームより引き継がれ、リニューアルされて2010年9月21日に同時配信された。Yahoo!ゲームでは、10月5日で配信を終了した。括弧内は、Yahoo!ゲームでの旧名称。
2020年12月1日をもって全て配信を終了した。
カード・ボードゲーム
- 麻雀・大富豪・将棋・囲碁・リバーシ（オセロ）・ビリヤード

パズルゲーム
- あにがめ（ブロキシー）
- 麻雀ソリティア（マージャン・ソリティア）

## できごと

### 2010年
他人のマイページにログインする不具合
9月22日12:50 - 9月23日21:30の間に発生（発生時はβ版）。9月28日に復旧。
ログインすると他人のマイページに接続され、そのユーザーの性別や居住地域、利用中のゲームや友人のプレイ状況、アバターアイテムなどを閲覧・変更したり、ミニメールを閲覧・送信したり、ゲームをプレイしたり、仮想通貨「モバコイン」を使える状態になっていた。
オープン記念ライブイベント『Y+M LIVE』
10月7日(木)正式オープンとなった。同日の（19:00 - 19:15）に、JR新橋駅前のSL広場にてシークレットイベント『Y+M LIVE』が開催された。因みに、Yahoo!モバゲー内では、当日3時間前に告知がされた。
イベントでは、イメージキャラクターの一人である西城秀樹によるスペシャルライブが披露され、「YOUNG MAN (Y.M.C.A.)」の替え歌「YOUNG MAN (Y.M.Y.M.)バージョン」が2回披露された。また、この模様は、Ustream（「yahoo-mbga」）でも生中継された。

## CM
テレビCM出演者
- 木梨憲武と西城秀樹の共演作（2010年10月7日 - ）